# IC 2377
IC 2377 је спирална галаксија у сазвјежђу Крма која се налази на листи објеката дубоког неба у Индекс каталогу.
Деклинација објекта је - 13° 18' 25" а ректасцензија 8h 26m 26,0s. Привидна величина (магнитуда) објекта IC 2377 износи 13,6 а фотографска магнитуда 14,5. IC 2377 је још познат и под ознакама MCG -2-22-15, PGC 23681.